# 渡部孝子
渡部 孝子（わたなべ たかこ、1966年7月 - ）は、日本の英語学者・教育学者。専門は外国語教育（英語）。群馬大学教育学部准教授。

## 略歴・人物
- 1966年7月　山口県光市にて出生。
- 1985年 - 1989年　山口大学教育学部小学校教員養成課程
- 1989年 - 1993年　エクセター大学大学院言語教育研究科修士課程 (イギリス)
- 1993年 - 1998年　山口大学教育学部非常勤講師
- 1995年 - 2001年　徳島大学教育学部非常勤講師
- 1996年 - 1997年　梅光女学院大学非常勤講師
- 1998年 - 1999年　群馬大学教育学部専任講師
- 1999年 - 2006年　高崎経済大学経済学部非常勤講師
- 2006年 - 現在 群馬大学教育学部准教授

## 研究分野
- 英語教育・論理療法

- 英国におけるエスニック・マイノリティの子供への言語教育政策
- 外国人児童生徒の日本語教育
- 構成的グループエンカウンターを取り入れた小学校英語教育
- 日本語の中のジェンダー
- イギリスの言語教育

## 著書・論文

### 著書
- 『論理療法を生かしたエンカウンター・エクササイズ』（『論理療法の理論と実際』誠信書房、1999年）
- 『エンカウンターで学級が変わる　ショートエクササイズ集』 （図書文化社、2000年）
- 『アカデミック・ジャパニーズ　上級形容詞』 （アルク、2001年）
- 『忙しい学生のための　Basic Japanese』 （群馬大学留学生センター、2002年）
- 『みんなで日本語　in　群馬』 （アザレアの会、2001年）
- 『日本語と中国語で学ぶ基礎英語』 （群馬大学留学生センター、2003年）
- 「日本語教材とジェンダー」『日本語とジェンダー』第6章、監修　佐々木瑞枝 （ひつじ書房、2006年）

### 論文
- 『構成的グループ・エンカウンターと日本語教育－日本語教育を通して異文化理解を深めるために－』『留学生教育』広島大学留学生センター （大学・研究所等紀要、2000年）
- 『子供向け日本語教材における性別役割分業の描写ージェンダー・フリーの教材を目指して』『日本語とジェンダー』日本語ジェンダー学会 （2001年）
- 『日本語力を向上するために必要な能力』　現代のエスプリ　マルチカルチャリズム　至文堂 （学術雑誌、2003年）

他多数

## 所属学会
- 日本語教育学会 （評議員）
- 全国語学教育学会 （国内）
- 異文化間教育学会 （国内）
- 日本語ジェンダー学会 （評議員）